# Les XX
Les XX (francouzsky „Les Vingt“, česky „Dvacítka") byl spolek či klub dvaceti belgických malířů, designérů a sochařů, který v roce 1883 založil bruselský právník, vydavatel a podnikatel Octave Maus. Deset let pořádali každoroční výstavu svého umění; každý rok bylo na jejich výstavu pozváno také 20 dalších mezinárodních umělců. Mezi pozvané malíře patřili Camille Pissarro (1887, 1889, 1891), Claude Monet (1886, 1889), Georges Seurat (1887, 1889, 1891, 1892), Paul Gauguin (1889, 1891), Paul Cézanne (1890) a Vincent van Gogh (1890, 1891 retrospektivně).

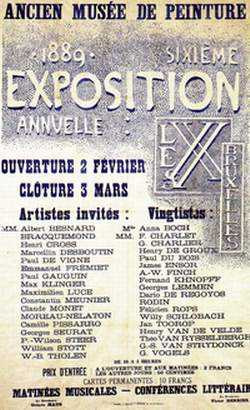
Plakát spolku Les XX, 1899

Spolek Les XX byl v některých ohledech nástupcem jiného spolku, L'Essor. Odmítnutí James Ensorovy „Pojídačky ústřic" v roce 1883 Salonem L'Essor a předcházející odmítnutí na antverpském salonu bylo důvodem, který vedl ke vzniku spolku Les XX.
V roce 1893 byl spolek Les XX přeměněn na „La Libre Esthétique“.

## Historie
Spolek Les XX byl založen 28. října 1883 v Bruselu a v období 1884 až 1893 pořádal každoroční výstavy, většinou mezi lednem a březnem. Spolek založilo 11 umělců, kteří nebyli spokojeni s konzervativní politikou jak oficiálního akademického salonu, tak vnitřní byrokracií L'Essor, pod řídícím výborem složeným z dvaceti členů. Na rozdíl od společenství L'Essor („Rozkvět“), které bylo rovněž zřízeno jako opozice vůči Salonu, Les XX neměl žádného prezidenta ani řídící výbor. Místo toho působil jako tajemník klubu Les XX Octave Maus (právník, který byl také uměleckým kritikem a novinářem), zatímco další povinnosti, včetně organizace výročních výstav, byly organizovány rotující tříčlennou komisí. Dalších devět umělců bylo pozváno, aby se připojili. Tak se počet členů uskupení Les XX zvýšil na dvacet. Kromě výstav belgických členů byli na výstavu zváni i zahraniční umělci.
U umělců Les XX byla úzká vazba mezi uměním, hudbou a literaturou. Během výstav se konaly literární přednášky, diskuse a představení nové klasické hudby. Ty od roku 1888 pořádal Vincent d'Indy. Od roku 1889 do konce roku 1893 zde pak měl velmi častá vystoupení Quatuor Ysaÿe. Na koncertech se uváděla nedávno[kdy?] zkomponovaná hudba Claudea Debussyho, Ernesta Chaussona a Gabriela Faurého. Mezi přední představitele symbolistického hnutí, kteří zde přednášeli, patřili Stéphane Mallarmé, Théodore de Wyzewa a Paul Verlaine.
Spolu s Mausem byl hybnou silou spolku i vlivný právník Edmond Picard a belgický básník Emile Verhaeren, což souviselo s periodikem L'Art Moderne, vydávaném od roku 1881. Tato publikace agresivně bránila Les XX. před útoky kritiků a umělecké veřejnosti. Picard svou polemikou vyvolal napětí jak u umělecké veřejnosti, tak i v rámci Les XX. V roce 1887 odešlo šest konzervativnějších původních členů, mnohdy pod tlakem Picarda a Mause, aby je nahradili umělci, kteří byli k tomuto stylu více nakloněni. Celkem měl Les XX během deseti let své existence 32 členů.